# کوینزتاون
کوینزتاون (به انگلیسی: Queenstown) یک ناحیهٔ شهری در کشور سنگاپور است که در سرشماری سال ۲۰۱۰ میلادی، ۹۸٬۵۰۲ نفر جمعیت داشته‌است.